# Andrée
Andrée is een meisjesnaam. Het is de vrouwelijke variant van de jongensnaam André, die een variant is van de naam Andreas.

## Bekende naamdraagsters
- Andrée Bosquet, Belgische schilderes
- Andrée de Jongh, Belgische verzetsstrijdster
- Andrée van Es, Nederlandse politica

## Achternaam
- Salomon August Andrée, Zweedse technicus en ballonvaarder